# Стайня
Стайня — прямоугольная выгородка для содержания лошадей в пределах холодного двора крестьянской усадьбы у славянских народов.
В единый ареал распространения термина «стайня» входят украинские, польские и литовские территории. Помимо этого, слово «стайня» широко использовалось на территории Белоруссии, однако в южных районах этой страны также имел хождение термин «конюшня». В этом значении слово «стайня» применялось в Архангельской, Смоленской, Брянской и Псковской областях. Во второй половине XVI — первой половине XVII веков понятие «стайня» использовалось не только в значении «конюшенный двор», но и как помещение для хранения транспортных средств: саней, возков и т. п. Через некоторое время для уточнения такой семантической нотации к термину «стайня» был добавлен компонент «на возы», то есть — стайня для экипажей. В дальнейшем выражение «стайня на возы» послужило переходной формой для образования термина «возовня».